# Elmar Kriegler
Elmar Kriegler (* 1971 in Düren) ist ein deutscher Physiker und Hochschullehrer, der vor allem in der Klimaforschung tätig ist.
Er ist Professor für Integrated Assessment of Climate Change an der Universität Potsdam und Leiter der Abteilung Transformationspfade am Potsdam-Institut für Klimafolgenforschung (PIK). Kriegler war als Autor an mehreren Berichten des Weltklimarates IPCC beteiligt und wird im Web of Science mehrfach als „Highly Cited Researcher“ geführt, womit er zu den am meisten zitierten Forschern der Welt zählt. Sein h-Index lag im März 2025 bei 88.

## Akademische Laufbahn
Kriegler studierte von 1991 bis 1998 Physik an der Albert-Ludwigs-Universität Freiburg und schloss dieses Studium mit dem Diplom ab. Von 2000 bis 2005 promovierte er an der Universität Potsdam als Promotionsstudent bei Hans Joachim Schellnhuber in Theoretischer Physik und erwarb mit einer mit Summa cum laude ausgezeichneten Arbeit über Imprecise Probability Analysis for Integrated Assessment of Climate Change den Doktorgrad. Nach der Promotion wechselte er an das Potsdam-Institut für Klimafolgenforschung, wo er seitdem in verschiedenen Funktionen tätig ist. Zwischenzeitlich war er von 2006 bis 2008 auch Visiting Fellow an der Carnegie Mellon University in Pittsburg. Seit Januar 2021 ist er Professor for Integrated Assessment of Climate Change an der Universität Potsdam.

## Wirken
Kriegler befasst sich insbesondere mit dem Forschungsgebiet „Klimaschutz- und nachhaltige Entwicklungspfade“. Insbesondere forscht er an integrierten Analysen des Klimawandels, Szenarioanalysen und Entscheidungsanalysen. Er koordinierte diesbezüglich mehrere Forschungsprojekte und war unter anderem einer der geistigen Väter des sog. „vereinheitlichten sozio-ökonomischen Pfade (Shared Socioeconomic Pathways (SSPs))“, die eine wichtige Rolle in der Klimaforschung spielen.
Kriegler trug wiederholt zu den Berichten des IPCC bei, die den Forschungsstand der Klimaforschung zusammenfassen. Unter anderem ist er einer der Leitautoren des Kapitels Assessing Transformation Pathways des Fünften Sachstandsberichtes, Leitautor des Kapitels Mitigation pathways compatible with long-term goals des Sechsten Sachstandsberichtes und war zudem Leitautor des Kapitels Mitigation Pathways Compatible with 1.5°C in the Context of Sustainable Development des Sonderbericht 1,5 °C globale Erwärmung.

## Schriften (Auswahl)
- Elmar Kriegler et al.: Fossil-fueled development (SSP5): An energy and resource intensive scenario for the 21st century. In: Global Environmental Change. Band 42, 2017, S. 297–315, doi:10.1016/j.gloenvcha.2016.05.015.
- Brian C. O’Neill: The roads ahead: Narratives for shared socioeconomic pathways describing world futures in the 21st century. In: Global Environmental Change. Band 42, 2017, S. 169–180, doi:10.1016/j.gloenvcha.2015.01.004.
- Keywan Riahi et al.: The Shared Socioeconomic Pathways and their energy, land use, and greenhouse gas emissions implications: An overview. In: Global Environmental Change. Band 42, 2017, S. 153–168, doi:10.1016/j.gloenvcha.2016.05.009.
- Pete Smith et al.: Biophysical and economic limits to negative CO2 emissions. In: Nature Climate Change. Band 6, 2016, S. 42–50, doi:10.1038/nclimate2870.
- Joeri Rogelj et al.: Energy system transformations for limiting end-of-century warming to below 1.5 °C. In: Nature Climate Change. Band 5, 2015, S. 519–527, doi:10.1038/nclimate2572.
- Brian C. O’Neill: A new scenario framework for climate change research: the concept of shared socioeconomic pathways. In: Climatic Change. Band 122, 2014, S. 387–400, doi:10.1007/s10584-013-0905-2.
- Elmar Kriegler et al.: The role of technology for achieving climate policy objectives: overview of the EMF 27 study on global technology and climate policy strategies. In: Climatic Change. Band 123, 2014, S. 353–367, doi:10.1007/s10584-013-0953-7.
- Elmar Kriegler et al.: The need for and use of socio-economic scenarios for climate change analysis: A new approach based on shared socio-economic pathways. In: Global Environmental Change. Band 22, Nr. 4, 2012, S. 807–822, doi:10.1016/j.gloenvcha.2012.05.005.
- Elmar Kriegler et al.: Imprecise probability assessment of tipping points in the climate system. In: Proceedings of the National Academy of Sciences. Band 106, Nr. 13, 2009, S. 5041–5046, doi:10.1073/pnas.0809117106.
- Tim Lenton et al.: Tipping elements in the Earth’s climate system. In: Proceedings of the National Academy of Sciences. Band 105, Nr. 6, 2008, S. 1786–1793, doi:10.1073/pnas.0705414105.